# Pomona, New Jersey
Pomona är en så kallad census-designated place i Atlantic County i New Jersey. Vid 2020 års folkräkning hade Pomona 7 416 invånare.